# Tyttobrycon hamatus
Tyttobrycon hamatus är en fiskart som beskrevs av Géry, 1973. Tyttobrycon hamatus ingår i släktet Tyttobrycon och familjen Characidae. Inga underarter finns listade i Catalogue of Life.